# 湯瑪斯進動
在量子力学中，湯瑪斯進動是自旋角動量與軌道角動量相互作用的校正，由路維林·湯瑪斯提出的進動現象，背景基礎為狹義相對論以及基本粒子具有自旋。

## 歷史
路維林·湯瑪斯於1914年提出湯瑪斯進動，當時他所擁有的相關知識僅有德西特關於月亮的相對論性進動的論文，出現在亞瑟·愛丁頓發表的書中。
於1925年，湯瑪斯以狹義相對論方式計算了原子精細結構的譜線分裂的進動頻率。他發現落差為1/2這項因子，現在也稱為湯瑪斯半值（Thomas half）。
電子自旋的發現，其中相對論進動現象更加深了湯瑪斯進動的重要性，也因此以湯瑪斯為名以作紀念。

## 應用

### 量子力學
量子力學中，湯瑪斯進動是自旋-軌道作用的修正。其考量了類氫原子中電子與原子核間的相對論時間膨脹效應。簡要地說：具有自旋的粒子在加速時會發生進動，因為狹義相對論中勞侖茲變換是不可對易的。

### 傅科擺
傅科擺的擺盪平面發生旋轉可以視為單擺在歐幾里得空間的二維球面做平行移動。閔可夫斯基時空中，速度的雙曲空間代表了一個三維（贗）球面，此球面具有虛數半徑及虛數類時座標。一自旋粒子於此相對論速度空間做平行移動導致湯瑪斯進動，類似於傅科擺擺盪平面的旋轉。在此二例子中的旋轉角由曲率的面積分決定，與高斯-博內定理相符合。
湯瑪斯進動也是傅科擺進動的修正項，在荷蘭奈梅亨這樣的緯度，其修正值為{\displaystyle \omega \approx 9.5\cdot 10^{-7}}角秒/日。